# The Voice of Germany/Staffel 9
Die neunte Staffel der Gesangs-Castingshow The Voice of Germany wurde vom 12. September bis zum 10. November 2019 im Fernsehen ausgestrahlt. Sie wurde wie die vier vorangegangenen Staffeln von Thore Schölermann und Lena Gercke moderiert. Zur Jury gehörten der Sänger und Songwriter Mark Forster, der Songwriter, Gitarrist und Sänger Rea Garvey sowie erstmals die Popmusikerin Alice Merton und der Rapper Sido.
Außerdem gab es erstmals einen fünften Coach, Nico Santos, der in jeder Phase einigen ausgeschiedenen Kandidaten per „Comeback Stage“ eine zweite Chance geben konnte und wie die vier anderen Coaches mit zwei Kandidaten im Halbfinale antrat.
Siegerin wurde Claudia Emmanuela Santoso aus der Coachinggruppe von Alice Merton.

## Erste Phase: Die Blind Auditions
Die Castings zur neunten Staffel fanden von Februar bis März 2019 statt, werden aber nicht im Fernsehen gezeigt. Die Blind Auditions wurden vom 7. bis 12. Juni 2019 im Studio Adlershof in Berlin aufgezeichnet und vom 12. September bis zum 10. Oktober 2019 in neun Fernsehsendungen ausgestrahlt. Die Jury wählte 74 Kandidaten in die zweite Phase, in die Alice Merton und Sido mit je 19 sowie Mark Forster und Rea Garvey mit je 18 Kandidaten einzogen.
Alle vier Jurystimmen erhielten die Kandidaten Marita Hintz, Stefanie Stuber, Claudia Emmanuela Santoso, Tyrone Frank, Anika Loffhagen, Niklas Schregel, Philipp Fixmer, Erwin Kintop, Fidi Steinbeck, Madeline Henning, Farman Isajew, Freschta Akbarzada, Seyran Ismayilkhanov, Marie Weiß, Anna Strohmayr, Andrew Telles, Tori Roe, Nicolas Granados, David Maresch und Judith Jensen. Von diesen zwanzig entschieden sich sieben für Rea Garvey, sechs für Mark Forster, vier für Alice Merton und drei für Sido als Coach.
Nico Santos wählte sechs Teilnehmer, für die sich keiner der vier Coaches umgedreht hatte, in die erste Phase der Comeback Stage.
| Folge  | Die Coaches und ihre Kandidaten            | Die Coaches und ihre Kandidaten                 | Die Coaches und ihre Kandidaten                                     | Die Coaches und ihre Kandidaten                          | Comeback Stage         |
| Folge  | Mark Forster                               | Alice Merton                                    | Sido                                                                | Rea Garvey                                               | Nico Santos            |
| ------ | ------------------------------------------ | ----------------------------------------------- | ------------------------------------------------------------------- | -------------------------------------------------------- | ---------------------- |
| 01     | Stefanie Stuber                            | Lucie Patt Claudia Emmanuela Santoso            | Lucas Rieger Veronika Rzasa                                         | Marita Hintz                                             | Tina Trummer           |
| 02     | Jo Marie Dominiak Anika Loffhagen          | Noemi Treude Frederic Dorra                     | Tyrone Frank Ina Freund                                             | Christian Haas Niklas Schregel                           | Dario Denegri          |
| 03     | Oxa Fidi Steinbeck                         | Sally Haas Linus Hemker                         | Denis Henning Selina Schulz                                         | Philipp Fixmer Erwin Kintop                              |                        |
| 04     | Farman Isajew Jannik Föste Veronika Twerdy | Kaan Bülte                                      | Freschta Akbarzada                                                  | Madeline Henning Nastja Isabella Zahour Marvin Merkhofer | Celine Abeling         |
| 05     | Jenny Rizzo Maciek                         | Maria Nissen Marie Weiß                         | Danny Fechtig und Phillip Lemanski Seyran Ismayilkhanov             | Lea Herdt Anna Strohmayr                                 | Jan-Luca Ernst         |
| 06     | Dalja Heiniger Tori Roe                    | Ann-Christin Klos Emma und Felix Kohlhoff       | Madline Wittenbrink Katja Wiegand                                   | Andrew Telles Giulia Grimaudo Jakob Rauno                | Bastian Stein          |
| 07     | Jean-Baptiste Eumann David Maresch         | Nicolas Granados Chiara Autenrieth              | Chiara Alessia Innamorato Amanda Braga Gomes Torrado                | Allan Garnelis Anri Coza                                 | Heidi und Martin Bordt |
| 08     | Sabina Noronha Lukas Linder                | Barbara Kabangu Luke Voigtmann Judith Jensen    | Bastian Springer Siar Yildiz                                        | Simona Steinemann                                        |                        |
| 09     | Saenab Sahabuddin Julian Mauro             | Herculano Marques Patrick Rust Mariel Kirschall | Sophie-Charlotte Lewing Larissa Pitzen Janet Gizaw Princess Igbokwe | Oliver Frauenrath Rebecca Selje                          |                        |
| Gesamt | 18                                         | 19                                              | 19                                                                  | 18                                                       | 6                      |

## Zweite Phase: Die Battle Round
Die Battle Round wurde vom 5. bis zum 7. August 2019 in Berlin aufgezeichnet und vom 13. Oktober bis 24. Oktober 2019 in vier Fernsehsendungen ausgestrahlt.
In der 18 Kandidaten umfassenden Gruppe von Rea Garvey fanden neun Eins-gegen-Eins-Duelle statt. In den anderen drei Gruppen trugen 19 Kandidaten jeweils acht Eins-gegen-Eins-Duelle und ein Dreier-Battle aus. In Mark Forsters Gruppe kam zu den 18 Teilnehmern Mark Agpas hinzu, der in der achten Staffel aus gesundheitlichen Gründen nicht an der Battle-Round hatte teilnehmen können.
Der jeweilige Coach wählte in der Regel einen Teilnehmer jedes Battles direkt in die nächste Phase. Sido wählte in einem seiner Battles keinen der beiden Teilnehmer weiter. Wie in den letzten Jahren konnten auch unterlegene Kandidaten eines Battles per „Steal Deal“ in die nächste Phase kommen, und zwar wenn sie einer der anderen Coaches übernahm. Falls dies mehr als einer der anderen Coaches tun wollte, wählte der Teilnehmer einen von ihnen zu seinem neuen Coach. Doch erstmals hatte jeder Coach einen „Steal-Deal-Seat“: Der Coach durfte den Steal Deal so oft einsetzen wie er wollte, aber jeder von ihm neu „gestohlene“ Kandidat ersetzte allfällige frühere. Jeder Coach durfte per Steal Deal schließlich nur den Teilnehmer mitnehmen, der als letzter auf seinem Steal-Deal-Seat saß.
Damit gingen Sidos Gruppe mit neun und die anderen drei Coachinggruppen mit zehn Kandidaten in die Sing-Off-Phase. Nico Santos wählte zwei weitere Teilnehmer in die dritte Phase der Comeback Stage.
Farblegende
| Folge | Coach        | Battle | Direkt weitergewählter Kandidat    | Song                                                    | Unterlegener Kandidat      | Neuer Coach des unterlegenen Kandidaten |
| ----- | ------------ | ------ | ---------------------------------- | ------------------------------------------------------- | -------------------------- | --------------------------------------- |
| 10    | Rea Garvey   | 1      | Christian Haas                     | Careless Whisper von George Michael                     | Marvin Merkhofer           | —                                       |
| 10    | Mark Forster | 2      | Maciek                             | I Don’t Care von Ed Sheeran und Justin Bieber           | Julian Mauro               | —                                       |
| 10    | Sido         | 3      | Freschta Akbarzada                 | When We Were Young von Adele                            | Chiara Alessia Innamorato  | —                                       |
| 10    | Alice Merton | 4      | Luke Voigtmann                     | … Baby One More Time von Britney Spears                 | Kaan Bülte                 | —                                       |
| 10    | Sido         | 5      | —                                  | What’s My Name? von Rihanna featuring Drake             | Janet Gizaw                | —                                       |
| 10    | Sido         | 5      | —                                  | What’s My Name? von Rihanna featuring Drake             | Tyrone Frank               | —                                       |
| 10    | Rea Garvey   | 6      | Andrew Telles                      | Little Lion Man von Mumford & Sons                      | Allan Garnelis             | —                                       |
| 10    | Alice Merton | 7      | Marie Weiß                         | Alles neu von Peter Fox                                 | Judith Jensen              | —                                       |
| 10    | Mark Forster | 8      | Fidi Steinbeck                     | Flugzeuge im Bauch von Herbert Grönemeyer               | Lukas Linder               | —                                       |
| 11    | Sido         | 9      | Lucas Rieger                       | Everybody Needs Somebody to Love von Solomon Burke      | Sophie-Charlotte Lewing    | —                                       |
| 11    | Mark Forster | 10     | Jannik Föste                       | Leiser von Lea                                          | Jo Marie Dominiak          | —                                       |
| 11    | Mark Forster | 10     | Jannik Föste                       | Leiser von Lea                                          | Jean-Baptiste Eumann       | —                                       |
| 11    | Alice Merton | 11     | Mariel Kirschall                   | Daddy Lessons von Beyoncé                               | Patrick Rust               | —                                       |
| 11    | Sido         | 12     | Danny Fechtig und Phillip Lemanski | Geboren um frei zu sein von Sido                        | Siar Yildiz                | —                                       |
| 11    | Rea Garvey   | 13     | Anna Strohmayr                     | Beautiful von Christina Aguilera                        | Madeline Henning           | —                                       |
| 11    | Mark Forster | 14     | Stefanie Stuber                    | Crawling von Linkin Park                                | Mark Agpas                 | —                                       |
| 11    | Sido         | 15     | Denis Henning                      | Too Good at Goodbyes von Sam Smith                      | Bastian Springer           | Alice Merton                            |
| 11    | Alice Merton | 16     | Nicolas Granados                   | Me! von Taylor Swift featuring Brendon Urie             | Ann-Christin Klos          | —                                       |
| 11    | Rea Garvey   | 17     | Jakob Rauno                        | Pocahontas von AnnenMayKantereit                        | Philipp Fixmer             | Nico Santos                             |
| 12    | Rea Garvey   | 18     | Marita Hintz                       | Skin von Rag ’n’ Bone Man                               | Giulia Grimaudo            | Sido                                    |
| 12    | Mark Forster | 19     | David Maresch                      | Lovely von Billie Eilish und Khalid                     | Veronika Twerdy            | —                                       |
| 12    | Sido         | 20     | Veronika Rzasa                     | Somebody That I Used to Know von Gotye featuring Kimbra | Seyran Ismayilkhanov       | —                                       |
| 12    | Sido         | 20     | Veronika Rzasa                     | Somebody That I Used to Know von Gotye featuring Kimbra | Amanda Braga Gomes Torrado | —                                       |
| 12    | Alice Merton | 21     | Chiara Autenrieth                  | I Try von Macy Gray                                     | Lucie Patt                 | Rea Garvey                              |
| 12    | Mark Forster | 22     | Tori Roe                           | River von Bishop Briggs                                 | Saenab Sahabuddin          | —                                       |
| 12    | Rea Garvey   | 23     | Niklas Schregel                    | Hold Me While You Wait von Lewis Capaldi                | Oliver Frauenrath          | —                                       |
| 12    | Alice Merton | 24     | Noemi Treude                       | You Found Me von The Fray                               | Linus Hemker               | Nico Santos                             |
| 12    | Sido         | 25     | Larissa Pitzen                     | Dog Days Are Over von Florence + the Machine            | Madline Wittenbrink        | —                                       |
| 12    | Alice Merton | 26     | Frederic Dorra                     | No Air von Jordin Sparks featuring Chris Brown          | Barbara Kabangu            | —                                       |
| 12    | Alice Merton | 26     | Frederic Dorra                     | No Air von Jordin Sparks featuring Chris Brown          | Sally Haas                 | —                                       |
| 13    | Mark Forster | 27     | Oxa                                | Don’t Stop Me Now von Queen                             | Sabina Noronha             | —                                       |
| 13    | Rea Garvey   | 28     | Anri Coza                          | Apologize von One Republic                              | Simona Steinemann          | —                                       |
| 13    | Sido         | 29     | Selina Schulz                      | Unpretty von TLC                                        | Princess Igbokwe           | —                                       |
| 13    | Alice Merton | 30     | Claudia Emmanuela Santoso          | Say Something von A Great Big World                     | Emma und Felix Kohlhoff    | —                                       |
| 13    | Mark Forster | 31     | Anika Loffhagen                    | Iris von Goo Goo Dolls                                  | Jenny Rizzo                | —                                       |
| 13    | Rea Garvey   | 32     | Lea Herdt                          | Wonderwall von Oasis                                    | Rebecca Selje              | —                                       |
| 13    | Mark Forster | 33     | Farman Isajew                      | Vermissen von Juju featuring Henning May                | Dalja Heiniger             | —                                       |
| 13    | Sido         | 34     | Katja Wiegand                      | Lost On You von LP                                      | Ina Freund                 | —                                       |
| 13    | Alice Merton | 35     | Herculano Marques                  | Young & Beautiful von Lana Del Rey                      | Maria Nissen               | —                                       |
| 13    | Rea Garvey   | 36     | Erwin Kintop                       | Never Really Over von Katy Perry                        | Nastja Isabella Zahour     | Mark Forster                            |

| Die Coaches und ihre Kandidaten nach der Battle Round                                                                              | Die Coaches und ihre Kandidaten nach der Battle Round | Die Coaches und ihre Kandidaten nach der Battle Round | Die Coaches und ihre Kandidaten nach der Battle Round                                                                            |
| Mark Forster | Alice Merton | Sido | Rea Garvey |
| --- | --- | --- | --- |
| Maciek Fidi Steinbeck Jannik Föste Stefanie Stuber David Maresch Tori Roe Oxa Anika Loffhagen Farman Isajew Nastja Isabella Zahour | Luke Voigtmann Marie Weiß Mariel Kirschall Nicolas Granados Chiara Autenrieth Noemi Treude Frederic Dorra Claudia Emmanuela Santoso Herculano Marques Bastian Springer | Freschta Akbarzada Lucas Rieger Danny Fechtig und Phillip Lemanski Denis Henning Veronika Rzasa Larissa Pitzen Selina Schulz Katja Wiegand Giulia Grimaudo | Christian Haas Andrew Telles Anna Strohmayr Jakob Rauno Marita Hintz Niklas Schregel Anri Coza Lea Herdt Erwin Kintop Lucie Patt |
| 10 (9+1) | 10 (9+1) | 9 (8+1) | 10 (9+1) |

## Dritte Phase: Sing Off
Die dritte Phase, wie in den vorangegangenen drei Staffeln „Sing Off“ genannt, wurde am 10. und 11. September 2019 in Berlin aufgezeichnet und in zwei Fernsehsendungen am 27. Oktober und 31. Oktober 2019 ausgestrahlt. In der Vorbereitung wurden Alice Mertons Kandidaten von Ryan Tedder, Mark Forsters Teilnehmer von Natasha Bedingfield, Rea Garveys Kandidaten von Michael Schulte und Sidos Schützlinge von James Blunt unterstützt. Im Sing Off trug jeder der 39 verbliebenen Teilnehmer ein Lied vor; jeder Coach wählte zwei seiner Kandidaten für die Liveshow-Phase aus. Von den acht Liveshowteilnehmern hatten fünf in den Blind Auditions alle vier Jurystimmen erhalten, nämlich Claudia Emmanuela Santoso, Fidi Steinbeck, Freschta Akbarzada, Erwin Kintop und Marita Hintz.
Farblegende
| Folge | Coach        | Auftritt | Kandidat                           | Song                                                       |
| ----- | ------------ | -------- | ---------------------------------- | ---------------------------------------------------------- |
| 14    | Alice Merton | 1        | Nicolas Granados                   | If I Can’t Have You von Shawn Mendes                       |
| 14    | Alice Merton | 2        | Noemi Treude                       | Higher Love von Steve Winwood                              |
| 14    | Alice Merton | 3        | Luke Voigtmann                     | Rude von MAGIC!                                            |
| 14    | Alice Merton | 4        | Bastian Springer                   | Come Home von OneRepublic                                  |
| 14    | Alice Merton | 5        | Chiara Autenrieth                  | Castles von Freya Ridings                                  |
| 14    | Alice Merton | 6        | Frederic Dorra                     | Durch die schweren Zeiten von Udo Lindenberg               |
| 14    | Alice Merton | 7        | Mariel Kirschall                   | Wicked Game von Chris Isaak                                |
| 14    | Alice Merton | 8        | Marie Weiß                         | Wir waren hier von Jennifer Rostock                        |
| 14    | Alice Merton | 9        | Herculano Marques                  | Moon River von Audrey Hepburn                              |
| 14    | Alice Merton | 10       | Claudia Emmanuela Santoso          | Run von Snow Patrol                                        |
| 14    | Mark Forster | 11       | Jannik Föste                       | Kreise von Johannes Oerding                                |
| 14    | Mark Forster | 12       | Nastja Isabella Zahour             | Bang Bang von Jessie J, Ariana Grande und Nicki Minaj      |
| 14    | Mark Forster | 13       | Stefanie Stuber                    | Broken von Seether featuring Amy Lee                       |
| 14    | Mark Forster | 14       | Maciek                             | No One von Alicia Keys                                     |
| 14    | Mark Forster | 15       | Tori Roe                           | Smells Like Teen Spirit von Nirvana                        |
| 14    | Mark Forster | 16       | Fidi Steinbeck                     | Lila Wolken von Marteria, Yasha und Miss Platnum           |
| 14    | Mark Forster | 17       | Anika Loffhagen                    | I Don’t Believe You von P!nk                               |
| 14    | Mark Forster | 18       | Farman Isajew                      | River von Eminem featuring Ed Sheeran                      |
| 14    | Mark Forster | 19       | David Maresch                      | The Sound of Silence von Simon & Garfunkel                 |
| 14    | Mark Forster | 20       | Oxa                                | Born This Way von Lady Gaga                                |
| 15    | Sido         | 21       | Larissa Pitzen                     | Alarm von Anne-Marie                                       |
| 15    | Sido         | 22       | Denis Henning                      | How Will I Know von Whitney Houston                        |
| 15    | Sido         | 23       | Veronika Rzasa                     | The Greatest von Sia                                       |
| 15    | Sido         | 24       | Giulia Grimaudo                    | Read All About It von Emeli Sandé                          |
| 15    | Sido         | 25       | Lucas Rieger                       | Heartbreak Hotel von Elvis Presley                         |
| 15    | Sido         | 26       | Selina Schulz                      | Ready or Not von The Fugees                                |
| 15    | Sido         | 27       | Katja Wiegand                      | Niemand von Gregor Meyle                                   |
| 15    | Sido         | 28       | Freschta Akbarzada                 | The Voice Within von Christina Aguilera                    |
| 15    | Sido         | 29       | Danny Fechtig und Phillip Lemanski | Liebs oder lass es von Genetikk featuring Sido             |
| 15    | Rea Garvey   | 30       | Anna Strohmayr                     | Turning Tables von Adele                                   |
| 15    | Rea Garvey   | 31       | Jakob Rauno                        | Junimond von Rio Reiser                                    |
| 15    | Rea Garvey   | 32       | Lucie Patt                         | Thank U, Next von Ariana Grande                            |
| 15    | Rea Garvey   | 33       | Andrew Telles                      | Girl Crush von Little Big Town                             |
| 15    | Rea Garvey   | 34       | Lea Herdt                          | Bad Guy von Billie Eilish                                  |
| 15    | Rea Garvey   | 35       | Anri Coza                          | Here Comes the Rain Again von Eurythmics                   |
| 15    | Rea Garvey   | 36       | Erwin Kintop                       | You Are the Reason von Calum Scott                         |
| 15    | Rea Garvey   | 37       | Christian Haas                     | Word Up! von Cameo                                         |
| 15    | Rea Garvey   | 38       | Marita Hintz                       | We Don’t Have to Take Our Clothes Off von Jermaine Stewart |
| 15    | Rea Garvey   | 39       | Niklas Schregel                    | Empty Space von James Arthur                               |

## Comeback Stage
Erstmals gab es einen fünften Coach, Nico Santos, der in jeder Phase einigen ausgeschiedenen Kandidaten per „Comeback Stage“ eine zweite Chance geben konnte und wie die vier anderen Coaches mit zwei Kandidaten im Halbfinale antrat.
Die Videos der Comeback Stage wurden vom 19. September bis 31. Oktober 2019 jeweils donnerstags auf der Internetseite www.the-voice-of-germany.de veröffentlicht, aber auch freitags etwa zwischen 2 Uhr und 3:30 Uhr von ProSieben im Fernsehen ausgestrahlt.

### Phase 1
In Phase 1, veröffentlicht am 19. September, 26. September und 3. Oktober 2019, traten sechs Kandidaten an, für die sich in den Blind Auditions keiner der vier anderen Coaches – Mark Forster, Alice Merton, Sido und Rea Garvey – umgedreht hatte. Von diesen sechs trugen jeweils zwei nacheinander einen Song vor, wonach Nico Santos einen von ihnen in die nächste Phase wählte.
| Coach       | Runde | Kandidat               | Song                             |
| ----------- | ----- | ---------------------- | -------------------------------- |
| Nico Santos | 1     | Dario Denegri          | Purple Rain von Prince           |
| Nico Santos | 1     | Tina Trummer           | Schau mich nicht so an von Lotte |
| Nico Santos | 2     | Jan-Luca Ernst         | Bad Liar von Imagine Dragons     |
| Nico Santos | 2     | Celine Abeling         | Too Close von Alex Clare         |
| Nico Santos | 3     | Heidi und Martin Bordt | Somewhere Only We Know von Keane |
| Nico Santos | 3     | Bastian Stein          | All of the Stars von Ed Sheeran  |

### Phase 2
In Phase 2, veröffentlicht am 10. Oktober 2019, traten die drei Gewinner aus Phase 1 gegeneinander an, von denen zwei Phase 3 erreichten.
| Coach       | Auftritt | Kandidat       | Song                                                |
| ----------- | -------- | -------------- | --------------------------------------------------- |
| Nico Santos | 1        | Celine Abeling | Auf anderen Wegen von Andreas Bourani               |
| Nico Santos | 2        | Tina Trummer   | Sweet Child o’ Mine von Guns n’ Roses               |
| Nico Santos | 3        | Bastian Stein  | Wie soll ein Mensch das ertragen von Philipp Poisel |

### Phase 3
In Phase 3, veröffentlicht am 17. und 24. Oktober 2019, traten die Gewinner aus Phase 2 jeweils gegen einen ausgeschiedenen Kandidaten aus der Battle Round an. Nico Santos wählte aus jedem der beiden Duelle einen Teilnehmer in die nächste Phase.
| Coach       | Runde | Ehemaliger Coach aus Battle Round | Kandidat       | Song                                      |
| ----------- | ----- | --------------------------------- | -------------- | ----------------------------------------- |
| Nico Santos | 1     | Rea Garvey                        | Philipp Fixmer | Happier von Marshmello featuring Bastille |
| Nico Santos | 1     | ---                               | Tina Trummer   | What About Us von P!nk                    |
| Nico Santos | 2     | Alice Merton                      | Linus Hemker   | Addicted to You von Avicii                |
| Nico Santos | 2     | ---                               | Celine Abeling | 2x von Mathea                             |

### Phase 4
In Phase 4, veröffentlicht am 31. Oktober, traten die beiden Gewinner aus Phase 3 und zwei ausgeschiedene Kandidaten aus der Sing-Off-Phase an. Von diesen vier Teilnehmern wählte Nico Santos zwei in die Liveshow-Phase.
| Coach       | Auftritt | Ehemaliger Coach aus dem Sing Off | Kandidat        | Song                                    |
| ----------- | -------- | --------------------------------- | --------------- | --------------------------------------- |
| Nico Santos | 1        | Rea Garvey                        | Niklas Schregel | Be Alright von Dean Lewis               |
| Nico Santos | 2        | ---                               | Celine Abeling  | Wenn ich leiser bin von Max Giesinger   |
| Nico Santos | 3        | ---                               | Philipp Fixmer  | Home von Phillip Phillips               |
| Nico Santos | 4        | Sido                              | Lucas Rieger    | Georgia on My Mind von Hoagy Carmichael |

## Vierte Phase: Die Liveshows
Wie in Staffel 6 bis 8 fanden zwei Livesendungen statt, und zwar am 3. und 10. November 2019 in Berlin. Die Coaches verteilten keine Prozentpunkte, sondern alle Entscheidungen fielen per Televoting durch die Fernsehzuschauer.

### Erste Liveshow (Halbfinale)
In der ersten Liveshow am 3. November 2019 kamen fünf der zehn Kandidaten weiter: In jeder Coachinggruppe trugen die zwei Teilnehmer hintereinander ein Lied vor, wonach die Zuschauer per Televoting einen von ihnen ins Finale wählten.
Samuel Rösch, der Gewinner der achten Staffel, trug sein aktuelles Lied Wir vor.
| Coach        | Auftritt | Kandidat                  | Song                                  | Televoting |
| ------------ | -------- | ------------------------- | ------------------------------------- | ---------- |
| Rea Garvey   | 1        | Erwin Kintop              | Mercy von Shawn Mendes                | 54,5 %     |
| Rea Garvey   | 2        | Marita Hintz              | Lost Without You von Freya Ridings    | 45,5 %     |
| Sido         | 3        | Larissa Pitzen            | Chasing Highs von Alma                | 33,0 %     |
| Sido         | 4        | Freschta Akbarzada        | Unconditionally von Katy Perry        | 67,0 %     |
| Mark Forster | 5        | Oxa                       | I’m Still Standing von Elton John     | 42,6 %     |
| Mark Forster | 6        | Fidi Steinbeck            | Ich will nur von Philipp Poisel       | 57,4 %     |
| Nico Santos  | 7        | Lucas Rieger              | Tutti Frutti von Little Richard       | 70,8 %     |
| Nico Santos  | 8        | Celine Abeling            | Und wenn ein Lied von Söhne Mannheims | 29,2 %     |
| Alice Merton | 9        | Mariel Kirschall          | Jolene von Dolly Parton               | 26,5 %     |
| Alice Merton | 10       | Claudia Emmanuela Santoso | Listen von Beyoncé                    | 73,5 %     |

### Zweite Liveshow (Finale)
Die zweite Liveshow, das Finale, fand am 10. November 2019 statt. Jeder Finalteilnehmer trug einen Song vor, sang außerdem einen neuen Song zusammen mit seinem Coach und ein weiteres Duett mit einem Gaststar: Claudia Emmanuela Santoso mit Freya Ridings, Fidi Steinbeck mit James Arthur, Freschta Akbarzada mit Dua Lipa, Erwin Kintop mit Dermot Kennedy und Lucas Rieger mit Max Raabe.
Zur Siegerin wurde Claudia Emmanuela Santoso gewählt, sie erhielt in der Televoting-Abstimmung über die fünf Kandidaten ein Ergebnis von mehr als 46 Prozent.
| Rang | Coach        | Kandidat                  | Songs                    | Songs                                 | Televoting |
| ---- | ------------ | ------------------------- | ------------------------ | ------------------------------------- | ---------- |
| 1    | Alice Merton | Claudia Emmanuela Santoso | Coverversion             | I Have Nothing von Whitney Houston    | 46,39 %    |
| 1    | Alice Merton | Claudia Emmanuela Santoso | Eigener Song mit Coach   | Goodbye                               | 46,39 %    |
| 1    | Alice Merton | Claudia Emmanuela Santoso | Duett mit Gastkünstlerin | Castles von Freya Ridings             | 46,39 %    |
|      |              |                           |                          |                                       |            |
| 2    | Rea Garvey   | Erwin Kintop              | Coverversion             | Someone like You von Adele            | 17,36 %    |
| 2    | Rea Garvey   | Erwin Kintop              | Eigener Song mit Coach   | How Bout You                          | 17,36 %    |
| 2    | Rea Garvey   | Erwin Kintop              | Duett mit Gastkünstler   | Outnumbered von Dermot Kennedy        | 17,36 %    |
|      |              |                           |                          |                                       |            |
| 3    | Nico Santos  | Lucas Rieger              | Coverversion             | Happy von Pharrell Williams           | 14,33 %    |
| 3    | Nico Santos  | Lucas Rieger              | Eigener Song mit Coach   | Unlove                                | 14,33 %    |
| 3    | Nico Santos  | Lucas Rieger              | Duett mit Gastkünstler   | Guten Tag, liebes Glück von Max Raabe | 14,33 %    |
|      |              |                           |                          |                                       |            |
| 4    | Mark Forster | Fidi Steinbeck            | Coverversion             | Weinst du von Echt                    | 12,51 %    |
| 4    | Mark Forster | Fidi Steinbeck            | Eigener Song mit Coach   | Warte mal                             | 12,51 %    |
| 4    | Mark Forster | Fidi Steinbeck            | Duett mit Gastkünstler   | Quite Miss Home von James Arthur      | 12,51 %    |
|      |              |                           |                          |                                       |            |
| 5    | Sido         | Freschta Akbarzada        | Coverversion             | Without You von Badfinger             | 9,41 %     |
| 5    | Sido         | Freschta Akbarzada        | Eigener Song mit Coach   | Meine 3 Minuten                       | 9,41 %     |
| 5    | Sido         | Freschta Akbarzada        | Duett mit Gastkünstlerin | Don’t Start Now von Dua Lipa          | 9,41 %     |

## Einschaltquoten
| Folge | Sendung         | Sender    | Datum                  | Zuschauer | Zuschauer       | Marktanteil | Marktanteil     | Quelle |
| Folge | Sendung         | Sender    | Datum                  | Gesamt    | 14 bis 49 Jahre | Gesamt      | 14 bis 49 Jahre | Quelle |
| ----- | --------------- | --------- | ---------------------- | --------- | --------------- | ----------- | --------------- | ------ |
| 01    | Blind Auditions | ProSieben | Do, 12. September 2019 | 3,21 Mio. | 1,71 Mio.       | 12,5 %      | 22,0 %          | [ 5 ]  |
| 02    | Blind Auditions | Sat.1     | So, 15. September 2019 | 2,87 Mio. | 1,57 Mio.       | 10,3 %      | 17,0 %          | [ 6 ]  |
| 03    | Blind Auditions | ProSieben | Do, 19. September 2019 | 2,99 Mio. | 1,64 Mio.       | 11,6 %      | 20,8 %          | [ 7 ]  |
| 04    | Blind Auditions | Sat.1     | So, 22. September 2019 | 2,82 Mio. | 1,45 Mio.       | 9,6 %       | 14,9 %          | [ 8 ]  |
| 05    | Blind Auditions | ProSieben | Do, 26. September 2019 | 2,96 Mio. | 1,56 Mio.       | 11,1 %      | 19,3 %          | [ 9 ]  |
| 06    | Blind Auditions | Sat.1     | So, 29. September 2019 | 3,03 Mio. | 1,53 Mio.       | 10,3 %      | 16,0 %          | [ 10 ] |
| 07    | Blind Auditions | ProSieben | Do, 3. Oktober 2019    | 2,74 Mio. | 1,50 Mio.       | 9,1 %       | 16,7 %          | [ 11 ] |
| 08    | Blind Auditions | Sat.1     | So, 6. Oktober 2019    | 3,03 Mio. | 1,58 Mio.       | 10,3 %      | 15,9 %          | [ 12 ] |
| 09    | Blind Auditions | ProSieben | Do, 10. Oktober 2019   | 3,14 Mio. | 1,57 Mio.       | 11,9 %      | 20,9 %          | [ 13 ] |
| 10    | Battle Round    | Sat.1     | So, 13. Oktober 2019   | 2,78 Mio. | 1,39 Mio.       | 9,2 %       | 14,2 %          | [ 14 ] |
| 11    | Battle Round    | ProSieben | Do, 17. Oktober 2019   | 2,71 Mio. | 1,42 Mio.       | 10,1 %      | 17,8 %          | [ 15 ] |
| 12    | Battle Round    | Sat.1     | So, 20. Oktober 2019   | 2,62 Mio. | 1,38 Mio.       | 8,6 %       | 14,0 %          | [ 16 ] |
| 13    | Battle Round    | ProSieben | Do, 24. Oktober 2019   | 2,37 Mio. | 1,28 Mio.       | 9,1 %       | 16,8 %          | [ 17 ] |
| 14    | Sing Off        | Sat.1     | So, 27. Oktober 2019   | 2,35 Mio. | 1,26 Mio.       | 8,4 %       | 13,9 %          | [ 18 ] |
| 15    | Sing Off        | ProSieben | Do, 31. Oktober 2019   | 2,17 Mio. | 1,09 Mio.       | 8,7 %       | 14,9 %          | [ 19 ] |
| 16    | Liveshows       | Sat.1     | So, 3. November 2019   | 2,52 Mio. | 1,35 Mio.       | 8,5 %       | 13,6 %          | [ 20 ] |
| 17    | Liveshows       | Sat.1     | So, 10. November 2019  | 2,58 Mio. | 1,21 Mio.       | 9,7 %       | 13,7 %          | [ 21 ] |